# Буте, Ив
Ив Буте (фр. Yves Boutet; 3 декабря 1936 или 3 октября 1936, Рен — 15 июля 2021 или 16 июля 2021, Лорьян) — французский футболист и футбольный тренер, играл на позиции защитника. В составе «Ренна» выиграл Кубок Франции в 1965 году.

## Биография

### Карьера
В возрасте 18 лет присоединился к «Ренну», за который сыграл 11 матчей в Лиге 2 и «красно-чёрные» пробились в элиту французского футбола. Дебютировал в Лиге 1 30 сентября 1956 года в матче с «Ниццой», в котором «красно-чёрные» проиграли со счётом 3:2. Он закрепился в основном составе «Ренна» и играл за эту команду в течение 12 сезонов, став одним из ключевых игроков. Буте был капитаном «красно-чёрных» и в 1965 году стал обладателем Кубка Франции. Всего за «Ренн» во всех турнирах сыграл 394 матча и забил 1 гол.
В 1967 году перешёл в «Лорьян», в котором играл на протяжении трёх сезонов и также был главным тренером в паре с Антуаном Кюиссаром

### Смерть
Скончался 15 июля 2021 года в возрасте 84 лет.

## Достижения
«Ренн»
- Чемпион Франции (Лига 2) (1): 1955/56
- Обладатель Кубка Франции  (1): 1964/65